# Ратушная площадь (Нарва)
Ратушная площадь (эст. Raekoja plats) — элемент городской инфраструктуры города Нарва. Расположена в исторической части города, ограничена улицей Рюйтли с севера и Суур с востока, зданием Нарвского колледжа Тартуского университета с юга и Нарвской ратуши с запада.

## История

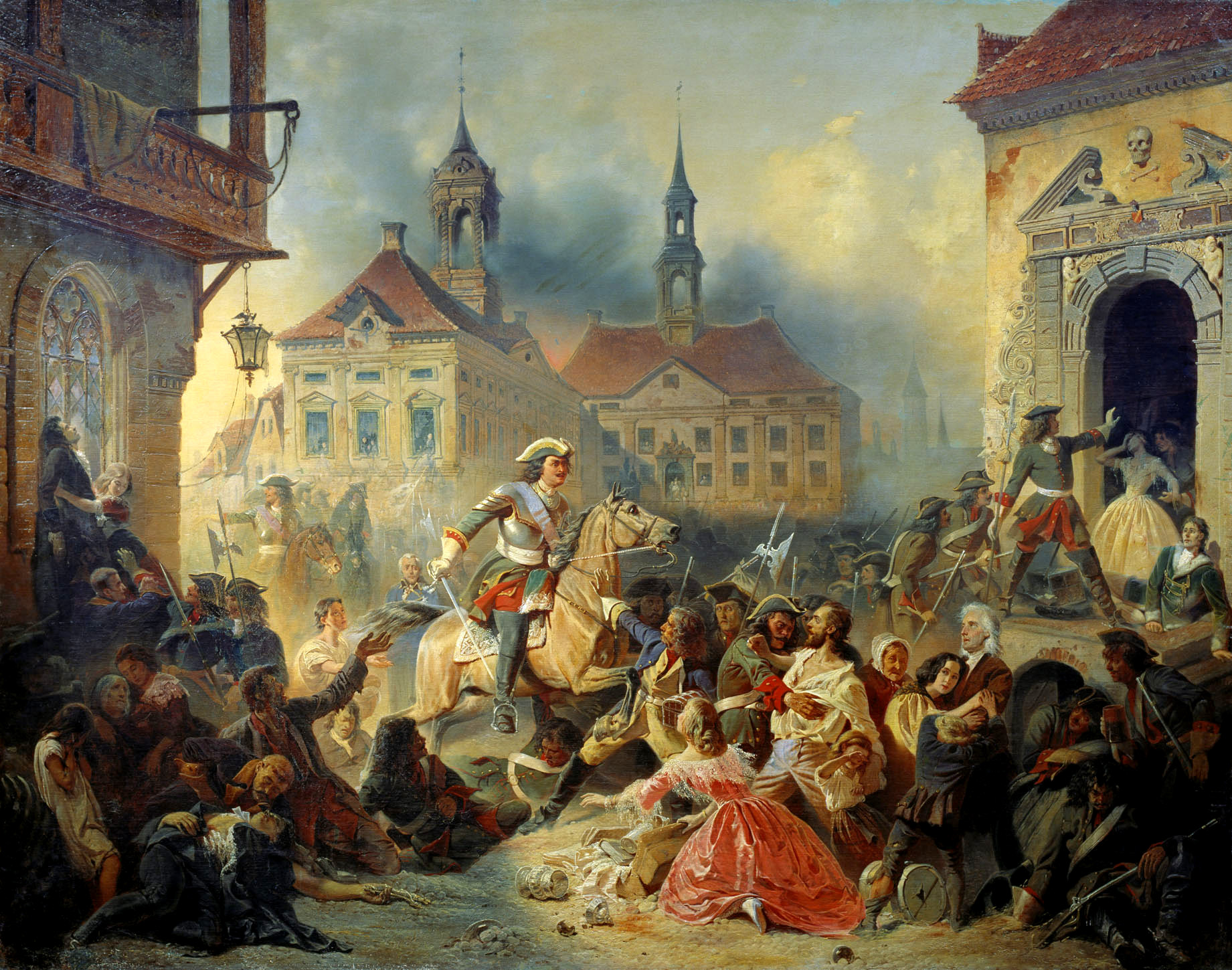
Вид на Ратушную площадь в 1704 году со стороны улицы Суур.

Одна из старейших площадей города. Название получила по нарвской Ратуше, располагающейся на площади. Здание ратуши было возведено в 1668—1671 годах. Архитектором выступил специально приглашённый из Любека Георг Тейффель. Скульптурная группа для портала была выполнена в 1687 году фламандским мастером Г. Миллихом. Мастер Г. Гест изготовил кованые детали, в том числе решетку крыльца. Черепица для крыши была привезена из Амстердама. В 1727 году ратушной башне придали более изящный вид. С 1674 года фронтон ратуши украшали часы, которые ремонтировались в 1740 году. В 1870-х годах в крыльце был устроен небольшой фонтан — город получил водопровод.

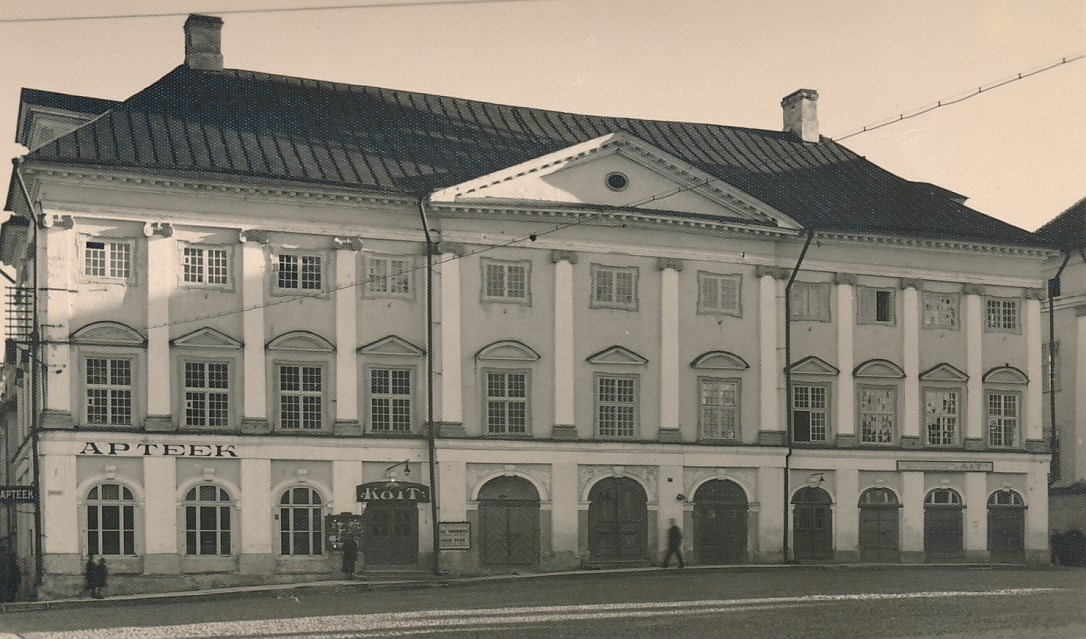
Здание Нарвской биржи в 1936 году.

Площадь издавна имела торговый характер, что обусловило возведение на ней и здания биржи (под хозяйственные нужды были задействованы некоторые помещения в ратуше). Строительство биржи было начато в 1695 году, проект здания принадлежал И. Герольду, вёл строительство Г. Киндлер. Строительство останавливалось генерал-губернатором фон Ферсеном, но через год, в 1698 году, было возобновлено. Отделочные работы продолжались, с перерывами, ещё около двадцати лет. В 1875 году была снесена венчавшая здание башня.

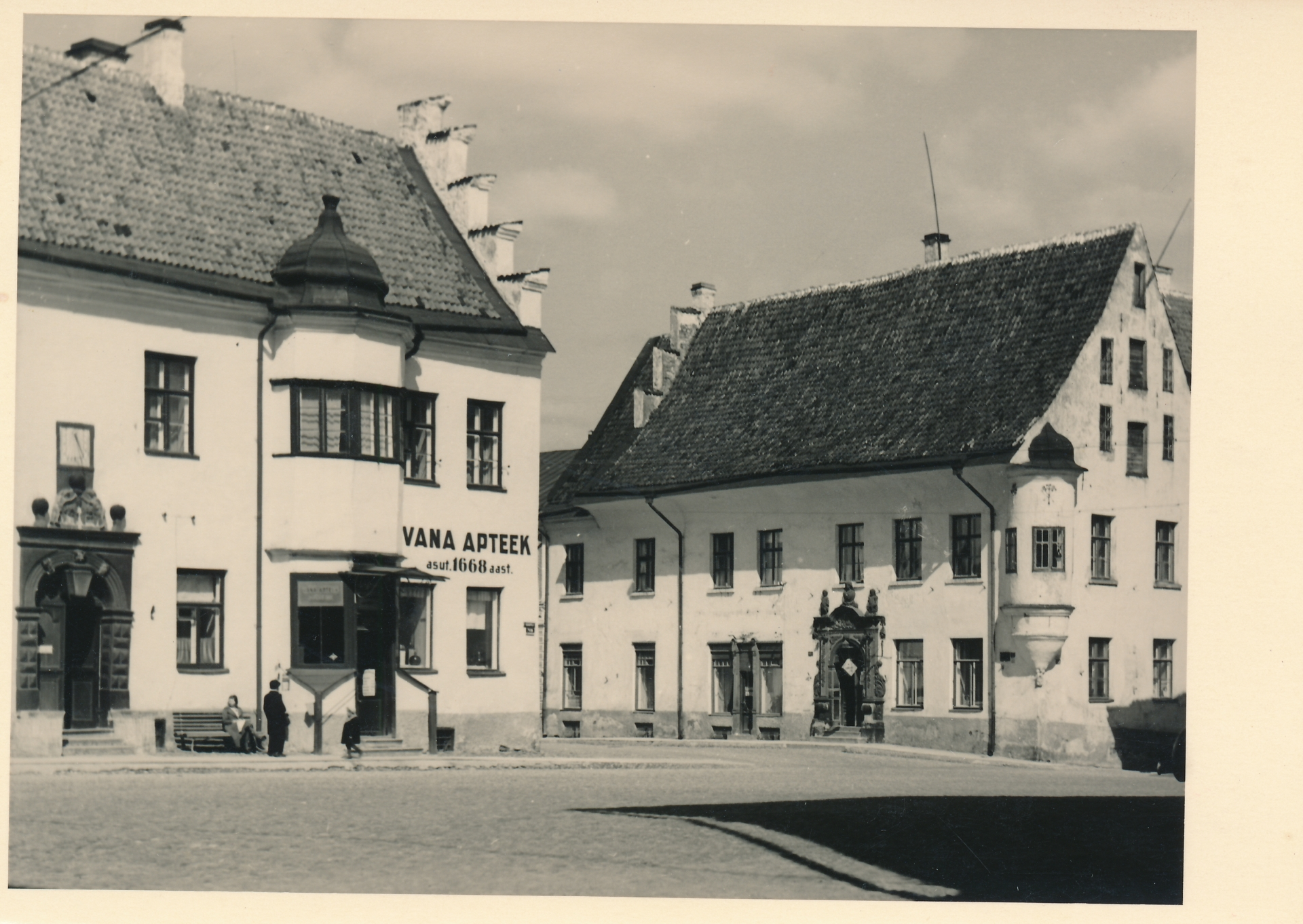
Северо-восточная часть площади, вид на перекрёсток улиц Рюйтли и Суур.
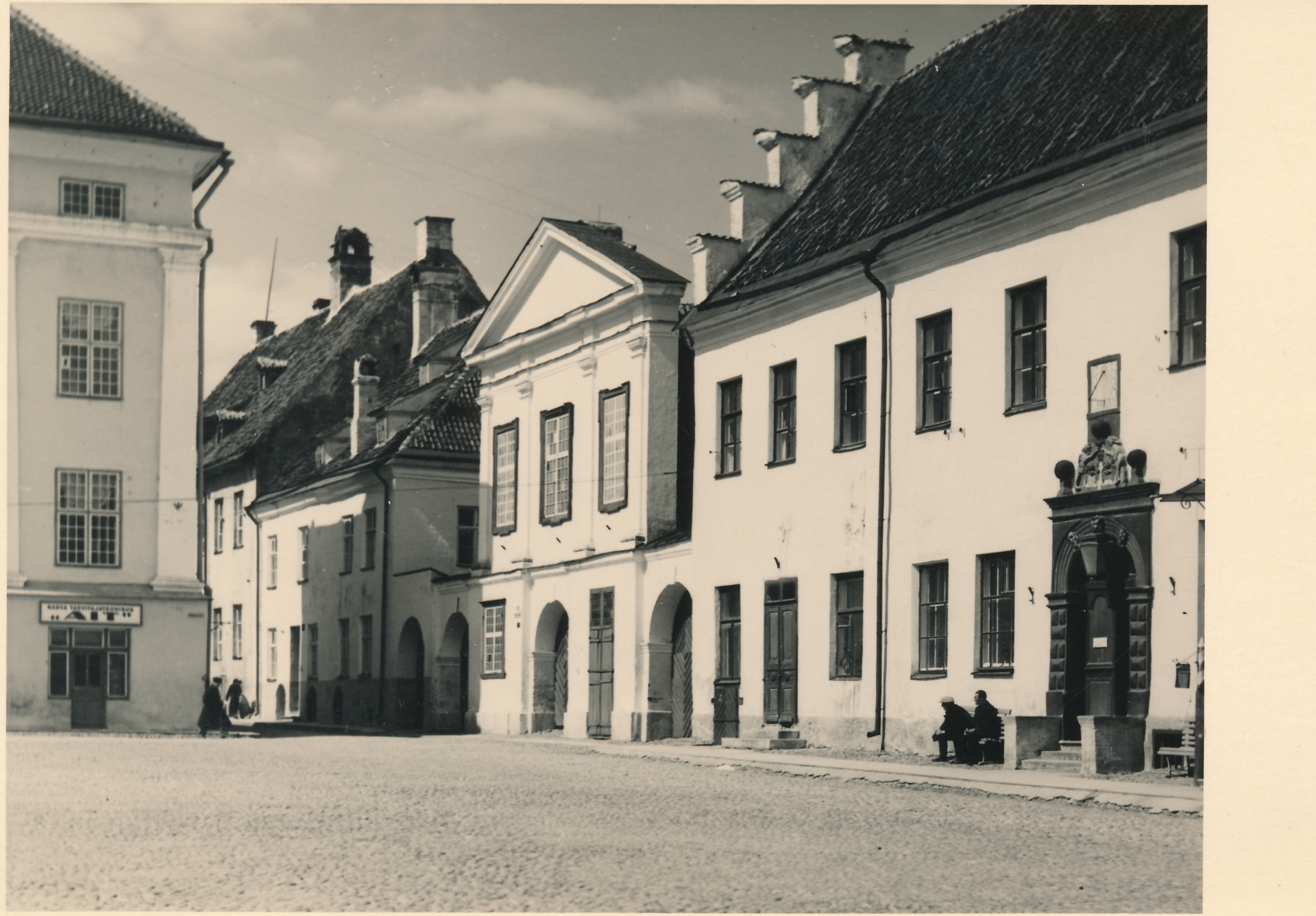
Северо-западная часть площади, вид на улицу Рюйтли. Слева - здание Ратуши, справа - дом Берндта Эриха.
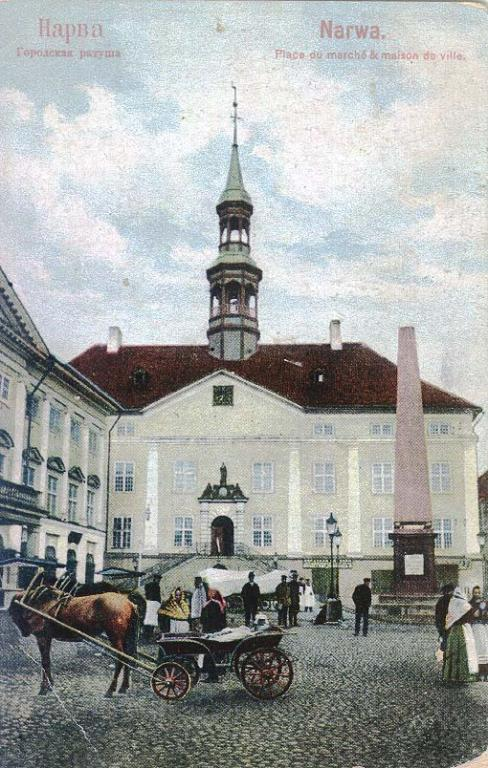
Северо-западная часть площади. Здания Ратуши, Биржи и колонна Петра I.
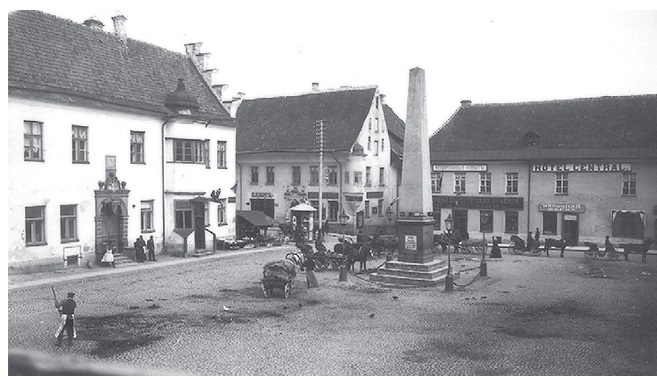
Северо-восточная часть площади и колонна Петра I.

Северную сторону площади занимали жилые строения по улице Рюйтли, среди них — дом Берндта Эриха, позже занятого под аптеку. Украшением дома были солнечные часы.
В октябре 1861 года членами Нарвского археологического общества было решено создать музей, который разместился на втором этаже здания биржи.
В 1874 году на площади была возведена двухметровая мемориальная колонна из бетона в честь 200-летия Петра Великого. В 1922 году колонна была снесена новыми властями.
Возведённый в 1968 году памятник в честь 50-летия Эстляндской трудовой коммуны (автор Яак Соанс), в 2008 году также был перемещён и в настоящее время находится в Художественной галерее Нарвы.
В 2002 году начались проектно-изыскательские работы по возведению на историческом месте городской биржи здания Нарвского колледжа. В 2012 году, несмотря на протесты, здание колледжа было возведено. Основные аргументы противников реализации проекта состояли в том, что строительство нового здания сделает невозможным восстановление Старого города Нарвы в его историческом виде.

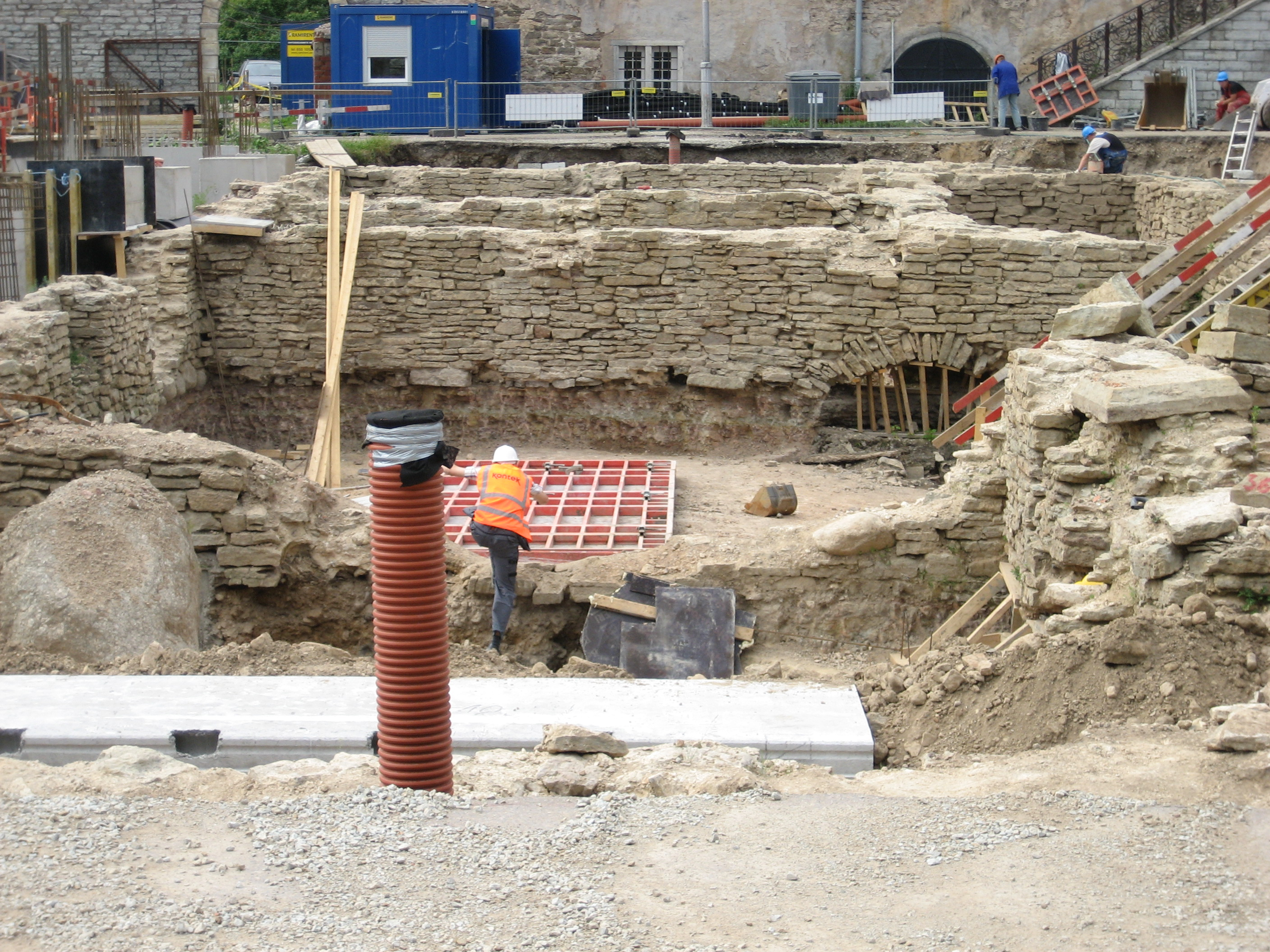
Раскопки на месте биржи. Строительные работы, 2010 год.
Новое здание Нарвского колледжа Тартуского университета
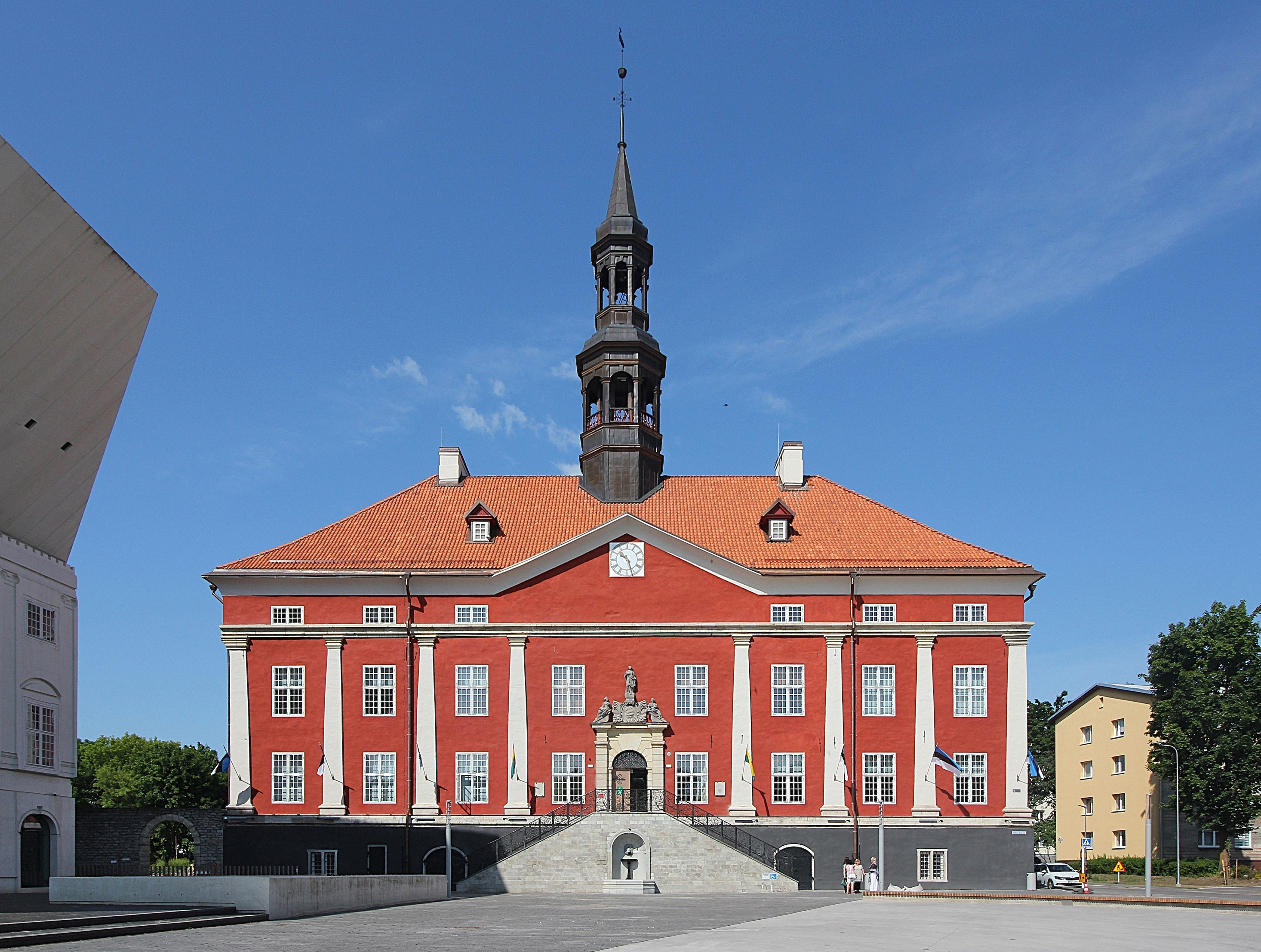
Ратушная площадь, вид на здания Ратуши и Нарвского колледжа (2023)

## Достопримечательности
д. 1 — Нарвская ратуша

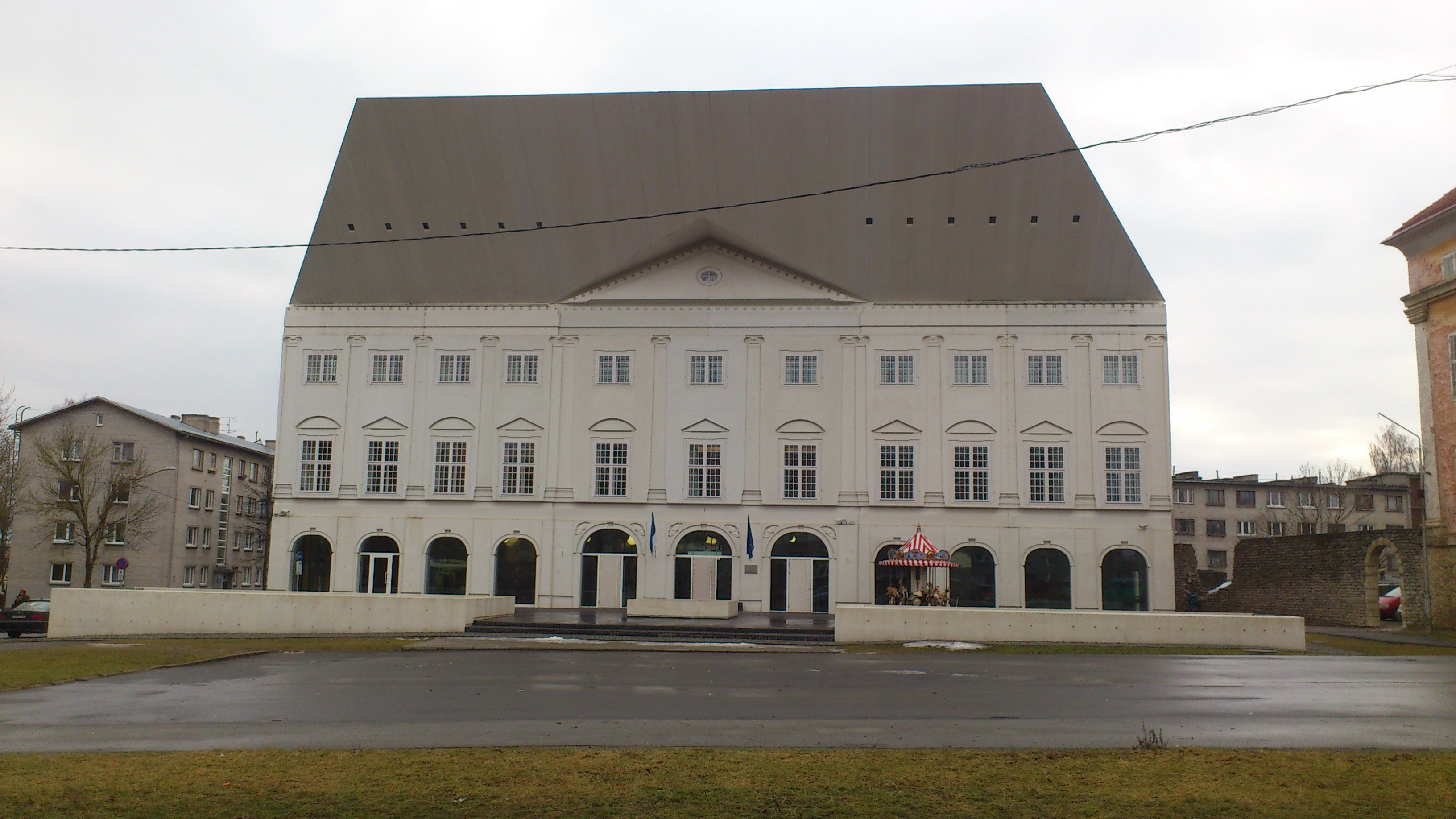
Нарвский колледж

д. 2 — Нарвский колледж Тартуского университета